# Surfeurs européens
Les Surfeurs européens sont regroupés au sein de l'ASP Europe. les surfeurs des départements et territoires d'outre-mer français ainsi que des îles Canaries pour l'Espagne en font partie. De même les surfeurs marocains sont considérés comme européens.

## Titres

### WCT
- Martin Potter  Royaume-Uni : en 1989

### WQS
- Jérémy Florès  France en 2006.

### Rookie of the yearWCT
- Jérémy Florès  France en 2007.

## Participations en WCT
Entre parenthèses le classement (45 participants dont 27 requalifiés l'année suivante et 17 participantes dont 10 requalifiés)

### Hommes
| Nb Années | Nom            | Pays                | Années | Remarques |
| --------- | -------------- | ------------------- | --- | --------- |
| 14        | Martin Potter  | Royaume-Uni         | 1981 (8) - 1982 (12) - 1983 (5) - 1984 (6) - 1985 (8) - 1986 (5) - 1987 (6) 1988 (6) - 1989 (1) - 1990 (15) - 1991 (7) - 1992 (9) - 1993 (5) - 1994 (10) |           |
| 8         | David Vetea    | Polynésie française | 1989 (22) - 1990 (19) - 1991 (22) - 1992 (24) - 1993 (17) - 1994 (27) - 1995 (28) 1996 (27) - 1997 (37)                                                  |           |
| 4         | Jérémy Florès  | France              | 2007 (8) - 2008 (10) - 2009 (25) - 2010 |           |
| 3         | Mikaël Picon   | France              | 2006 (37) - 2008 (22)- 2009 |           |
| 3         | Tiago Pires    | Portugal            | 2008 (32) - 2009* (24) - 2010 |           |
| 2         | Aritz Aranburu | Espagne             | 2008 (39) - 2009** |           |
| 2         | Michel Bourez  | Polynésie française | 2009 (21) - 2010 |           |
| 1         | Russell Winter | Royaume-Uni         | 2000 (44) |           |
| 1         | Eric Rebière   | France              | 2004 (46) |           |
| 1         | Tim Boal       | France              | 2009 |           |
| 1         | Marlon Lipke   | Allemagne           | 2009*** |           |

remarques :
* repêché par sa 13e place en WQS
** repêché par l'ASP (blessure)
*** repêché par l'ASP (16e en WQS)

### Femmes
| Nb Années | Nom                  | Pays   | Années    | Remarques |
| --------- | -------------------- | ------ | --------- | --------- |
| 1         | Marie-Pierre Abgrall | France | 2003 (12) |           |
| 1         | Caroline Sarran      | France | 2007 (16) |           |
| 1         | Lee-Ann Curren       | France | 2010      |           |

En 1992 : deux européennes sont classées 17e et 18e : Patricia Lopes  et Anne Gaelle Hoareau  (gagnante de l'épreuve de la Réunion).
En 1994 : Patricia Lopes  est encore 17e.
En 1995 : Emmanuelle Joly  et Patricia Lopes  sont 15e et 18e.

### Nombre d'européens sur une année
Le championnat WQS n'est apparu qu'en 1992 pour les hommes et 1996 pour les femmes. Avant la participation au WCT se faisait par invitation.
Hommes sauf indication contraire
- 7 : 2009
- 4 : 2008 - 2010 (3h + 1f) - 2013
- 3 : 2011 - 2012
- 2 : 1994 - 1993 - 1992 - 1991* - 1990* - 1989* - 2007 (1h + 1f)
- 1 : 2006 - 2004 - 2003 (f) - 2000 - 1997 - 1996 - 1995 - 1988* - 1987* - 1986* - 1985* - 1984* - 1983* - 1982* - 1981*
- 0 : 2005

Remarque : de 1981 à 1991 bien que le système de requalification en WCT n'existait pas, Martin Potter vu son classement aurait été requalifié chaque année, de même pour David Vetea de 1989 à 1991.

### Européens vainqueurs d'épreuves du CT
- Hommes
  -  Martin Potter : 16 victoires
  -  Michel Bourez : 3 victoires
  -  Jérémy Florès : 2 victoires

- Femmes
  -  Anne-Gaëlle Hoarau : 1 victoire (Vania Trophée Féminin 1992, en tant qu'invitée)
  -  Johanne Defay : 1 victoire (US Open of Surfing 2015)

## Les Européens en WQS
Beaucoup d'européens participent régulièrement au WQS, mais seuls les surfeurs cités plus haut (participations au WCT) ont eu un classement dans les 15 premiers. Par contre quelques victoires en WQS.

### Européens vainqueurs d'épreuves WQS
- Hommes
  - 8 :  Patrick Beven
  - 7 :  Eric Rebière
  - 6 :  Eneko Acero
  - 6 :  Justin Mujica
  - 4 :  Martin Potter
  - 4 :  Jonathan González
  - 4 :  Tiago Pires
  - 4 :  Marlon Lipke
  - 4 :  Joan Duru
  - 3 :  Frédéric Robin
  - 3 :  Aritz Aranburu
  - 3 :  Tim Boal
  - 2 :  Michel Bourez
  - 2 :  David Vetea
  - 1 :  Mikaël Picon
  - 1 :  Jérémy Florès
  - 1 :  Romain Laulhé
  - 1 :  Marcos San Segundos
  - 1 :  Pablo Guttierez
  - 1 :  Gordon Fontaine
  - 1 :  Gony Zubizarreta

- Femmes
  - 2 :  Lee-Ann Curren
  - 1 :  Marie-Pierre Abgrall
  - 1 :  Emmanuelle Joly-Thomas
  - 1 :  Pauline Ado

## Saisons des Européens
2009
Saison record avec sept Européens en ASP World Tour mais seulement trois se requalifieront pour 2010. Ils remporteront 5 victoire en WQS (3 pour la France et 2 pour l'Espagne).
Pour 2010, en plus des trois requalifiés chez les hommes, une Européenne, la Française Lee-Ann Curren participera au Women World Tour 2010.